# Tomba di Fadilla
La tomba di Fadilla è un ipogeo di epoca romana ubicato lungo la Via Flaminia a Roma, a Grottarossa: viene così chiamata in quanto ospitava le spoglie di Fadilla, quasi certamente una nobildonna appartenente alla famiglia degli Antonini oppure una schiava.

## Storia e descrizione
La tomba venne edificata tra la fine del II e l'inizio del III secolo, durante l'età imperiale, lungo la Via Flaminia, poco distante dalla tomba dei Nasoni. Venne ritrovata nel 1924 nei pressi della fattoria appartenente ai Casali Molinaro: l'anno successivo gli archeologi scoprirono alcuni reperti che lasciano intendere che nel luogo poteva sorgere una villa; non è noto se la tomba fosse in qualche modo collegata alla residenza. Dopo un restauro di circa quindici anni, dal costo di circa quarantamila euro, l'ipogeo è stato riaperto il 22 settembre 2018 in occasione delle giornate europee del patrimonio.
La tomba, che originariamente aveva una facciata, andata perduta, dalle forme di un tempio è scavata nel tufo e si presenta in un unico ambiente con soffitto a volta: il pavimento è a mosaico con tessere in bianco e nero disposte a forme geometriche, con al centro la raffigurazione di un uccello che poggia su un ramo. Lungo tre pareti si apre un arcosolio, ognuno contenente una coppia di sepolture poste sotto il piano della pavimentazione: in particolare, nell'arcosolio centrale, sono affrescati due pavoni che tramite il becco reggono una benda a cui è legata una corona; tra le altre pitture si riscontrano geni alati, personificazioni delle stagioni e volti di fanciulli. Un'iscrizione nel muro riporta il nome di Fadilla, posta da parte del marito.